# Märta Johansson (simhoppare)
Märta Johansson, gift Engdahl, född 24 januari 1907 i Stockholm, död 6 januari 1998 i Sköndal, var en svensk simhopperska.
Johansson deltog i Olympiska sommarspelen 1924, där hon blev oplacerad i svikthopp. Hon var syster till ishockeymålvakten Nils "Björnungen" Johansson och gift med fotbollsspelaren Wille Engdahl. Hennes svägerska, Signe Johansson-Engdahl, var också simhopperska.